# E.123
Die Empfehlung E.123 der Internationalen Fernmeldeunion enthält Gestaltungsregeln für nationale und internationale Telefonnummern, E-Mail-Adressen und Web-Adressen in Druckerzeugnissen und Geschäftskorrespondenz.

## Beispiel
| Telefon, international | +31 42 123 4567  |
| Telefon, national      | (042) 123 4567   |
| E-Mail                 | name@example.com |
| Web-Adresse/URL        | www.example.com  |

## Nationale Rufnummern
Bei nationalen Rufnummern werden Bestandteile eingeklammert, die nicht immer gewählt werden:
(089) 1234567

## Internationale Rufnummern

### Schreibweise
- Die E.123 empfiehlt das Pluszeichen („+“) zur Kennzeichnung von Ländervorwahlen.
- Die Nummernbestandteile Ländervorwahl, Ortskennzahl und Teilnehmernummer werden durch Leerzeichen getrennt.
- Bei Bedarf kann die Teilnehmernummer zur besseren Lesbarkeit durch zusätzliche Leerzeichen untergliedert werden.
- Der Abstand zwischen Ortskennzahl und Teilnehmernummer sollte größer sein als die anderen Leerzeichen.
- Bei Unternehmen mit Telefonanlage werden die Durchwahlnummern nicht durch ein Leerzeichen abgetrennt.

### Beispiel
| +49 89 123 4 56       | Standard: Trennung der Ländervorwahl, Ortskennzahl und Teilnehmernummer |
| +49 801 12 34 56–0    | Firma mit Telefonanlage (Zentrale)                                      |
| +49 89 123 45 61 23   | mit Durchwahlnummer                                                     |
| +49 8736 123 45 61 23 | Teilnehmernummer mit zusätzlichen Leerzeichen                           |

### Nummerneingabe
| Auf Mobiltelefonen wird die Rufnummer unverändert eingegeben:                                          | +4989123456 |
| Auf Festnetztelefonen wird (in allen EU-Staaten und vielen anderen) das „+“ durch zwei Nullen ersetzt: | 04989123456 |

## Notfallnummern
Im Mai 2008 wurde die E.123 um ein Verfahren ergänzt, um Notfallnummern im Adressbuch eines Mobiltelefons zu kennzeichnen. Namen von Personen, die im Notfall benachrichtigt werden sollen, werden mit vorangestellten arabischen Ziffern in der Form „0nxxxx“ gespeichert. n steht für eine Ziffer von 1 bis 9 und xxxx für den Namen oder einen beschreibenden Text wie „Anna“ oder „Ehepartner“:
„01Anna“ oder „02Ehepartner“
Bei den meisten Telefonen erscheinen Einträge mit Zahlen am Anfang der Liste, was die Einträge einfach identifizierbar macht. Im Telefonnummerfeld dieser Einträge wird dann die im Notfall anzurufende Telefonnummer gespeichert.
Im Gegensatz zu verschiedenen privaten Initiativen wie „ICE“ (englisch: „In Case of Emergency“) oder „IN“ (deutsch: „Im Notfall“) ist die E.123 ein sprachunabhängiger internationaler Standard.

## Vergleich
Die E.123-Empfehlung hatte erheblichen Einfluss auf die übliche Schreibweisen von Rufnummern. So hat auch die DIN 5008 die Plus-Notation für „Telefonnummern im Schriftverkehr mit dem Ausland“ übernommen.
Die Microsoft-TAPI-Notation (Telephony Application Programming Interface) basiert auf E.123, empfahl jedoch für ihr kanonisches Format die Ortskennzahl in Klammern zu setzen, also Plus-Notation mit erster Klammer nach der Landeskennziffer. Diese Schreibweise tauchte dann auch im Schriftverkehr häufig auf. Auch andere Erweiterungen, wie die Abtrennung der ISDN-Subadresse, haben hier ihren Ursprung.
Die IETF RFC3966 „The tel URI for Telephone Numbers“ verweist darauf, dass die Leerzeichen der E.123 gerade nicht verwendet werden dürfen. Stattdessen können nur die vier zugelassenen Trennzeichen Punkt, Strich und Klammern [.-()] zur Unterteilung der Rufnummer verwendet werden.